# Kompania graniczna KOP „Żebrowszczyzna”

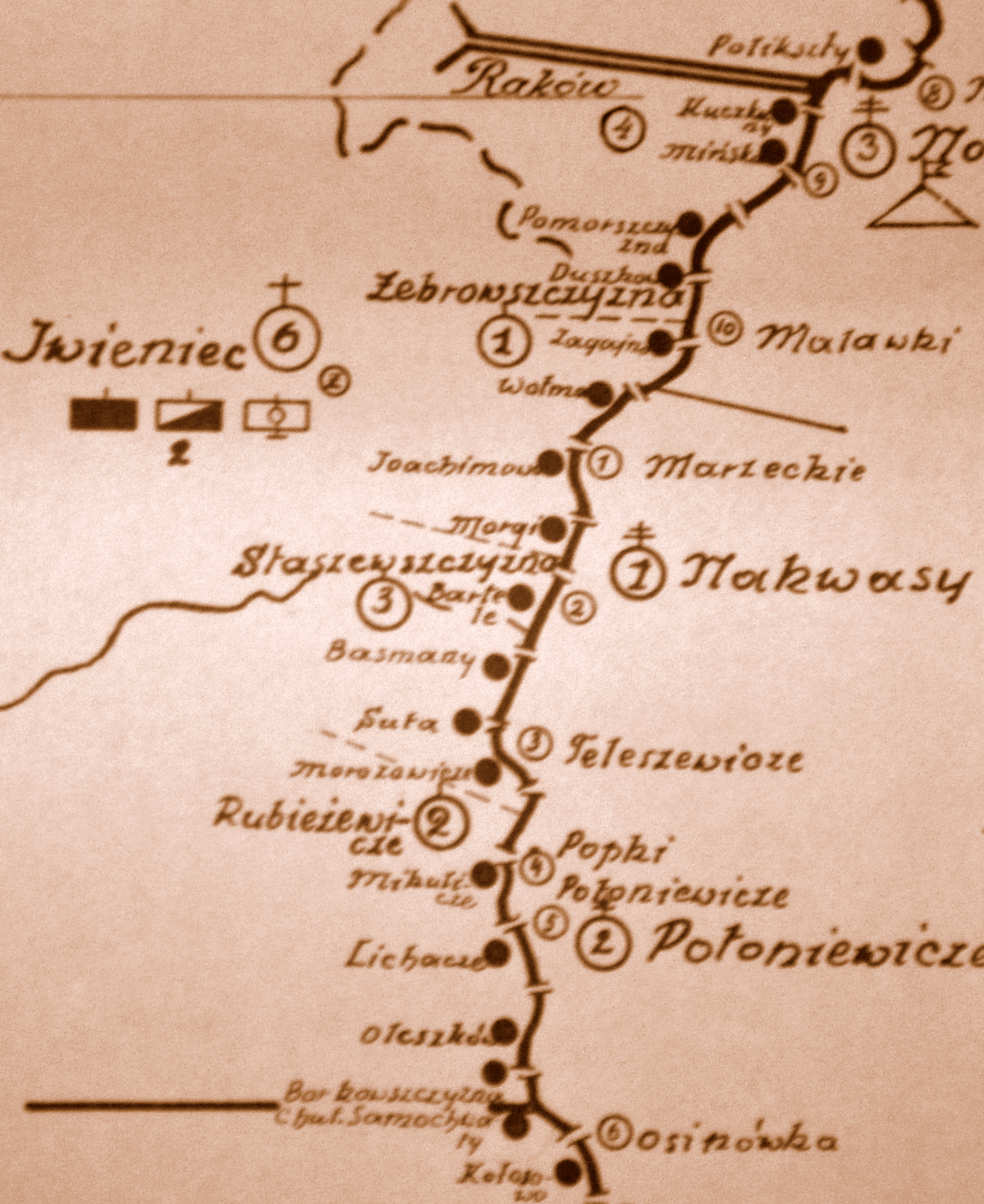
Rozmieszczenie batalionu KOP „Iwieniec” w 1931

Kompania graniczna KOP „Żebrowszczyzna” – pododdział graniczny Korpusu Ochrony Pogranicza pełniący służbę ochronną na granicy polsko-radzieckiej.

## Geneza
Do czasu zakończenia wojny polsko-bolszewickiej, czyli do jesieni 1920, wschodnią granicę państwa polskiego wyznaczała linia frontu. Dopiero zarządzeniem z 6 listopada 1920 utworzono Kordon Graniczny Ministerstwa Spraw Wojskowych. W połowie stycznia 1921 zmodyfikowano formę ochrony granicy i rozpoczęto organizowanie Kordonu Granicznego Naczelnego Dowództwa WP. Obsadzony on miał być przez żandarmerię polową i oddziały wojskowe. Latem 1921 ochronę granicy wschodniej postanowiło powierzyć Batalionom Celnym. W Rakowie rozmieszczono dowództwo i pododdziały sztabowe 2 batalionu celnego, a jego 2 kompania stacjonowała w Wołmie.
W drugiej połowie 1922 przeprowadzono kolejną reorganizację organów strzegących granicy wschodniej. 1 września 1922 bataliony celne przemianowano na bataliony Straży Granicznej. W rejonie odpowiedzialności przyszłej kompanii granicznej KOP „Żebrowszczyzna” służbę graniczną pełniły pododdziały 32 batalionu Straży Granicznej.
Już w następnym zlikwidowano Straż Graniczną, a z dniem 1 lipca 1923 pełnienie służby granicznej na wschodnich rubieżach powierzono Policji Państwowej.
W sierpniu 1924 podjęto uchwałę o powołaniu Korpusu Ochrony Pogranicza – formacji zorganizowanej na wzór wojskowy, a będącej w etacie Ministerstwa Spraw Wewnętrznych.

## Formowanie i zmiany organizacyjne
Na podstawie rozkazu szefa Sztabu Generalnego L. dz. 12044/O.de B./24 z 27 września 1924, w pierwszym etapie organizacji Korpusu Ochrony Pogranicza sformowano 6 batalion graniczny, a w jego składzie 14 kompanię graniczną KOP „Wołma”. W listopadzie 1936 kompania liczyła 2 oficerów, 7 podoficerów, 5 nadterminowych i 83 żołnierzy służby zasadniczej.
W 1930 kompanii nadano imię Emilii Plater.
Przed 1937 rokiem nosiła numer 3?. W 1939 1 kompania graniczna KOP „Żebrowszczyzna” podlegała dowódcy batalionu KOP „Iwieniec”.

## Służba graniczna
Podstawową jednostką taktyczną Korpusu Ochrony Pogranicza przeznaczoną do pełnienia służby ochronnej był batalion graniczny. Odcinek batalionu dzielił się na pododcinki kompanii, a te z kolei na pododcinki strażnic, które były „zasadniczymi jednostkami pełniącymi służbę ochronną”, w sile półplutonu. Służba ochronna pełniona była systemem zmiennym, polegającym na stałym patrolowaniu strefy nadgranicznej i tyłowej, wystawianiu posterunków alarmowych, obserwacyjnych i kontrolnych stałych, patrolowaniu i organizowaniu zasadzek w miejscach rozpoznanych jako niebezpieczne, kontrolowaniu dokumentów i zatrzymywaniu osób podejrzanych, a także utrzymywaniu ścisłej łączności między oddziałami i władzami administracyjnymi. Miejscowość, w którym stacjonowała kompania graniczna, posiadała status garnizonu Korpusu Ochrony Pogranicza.
1 kompania graniczna „Żebrowszczyzna” w 1934 ochraniała odcinek granicy państwowej szerokości 14 kilometrów 922 metrów. Po stronie sowieckiej granicę ochraniały zastawy „Marzeckie” z komendantury „Makwasy” .
Wydarzenia:
- W meldunku sytuacyjnym z 26 stycznia 1925 napisano:

20 stycznia 1925 o godz. 17.00 na pododcinku kompanii nr 14 Wołma koło miejscowości Małe Szczepki, patrol tejże kompanii zatrzymał dwóch posterunkowych z posterunku Policji Państwowej w Wołmie. Byli to Nowakowski nr 989 i Walerian Cwirko nr 904, którzy nie posiadali legitymacji osobistych i rozkazu służby. Wobec wyzywającego zachowania w stosunku do patrolu zostali doprowadzeni do dowództwa pododcinka, gdzie spisano protokół z zajścia.
Kompanie sąsiednie:
- 2 kompania graniczna KOP „Raków” ⇔ 3 kompania graniczna KOP „Stasiewszczyzna” – 1928[21], 1929[22], 1931[19] , 1932[23], 1934[24], 1938[25]

## Walki kompanii we wrześniu 1939
1 kompanię „Żebrowszczyzna” atakowały pododdziały 15. i 16 Oddziału Wojsk Pogranicznych NKWD. Strażnica „Zagajno” podjęła walkę tracąc 2 zabitych. Po przeszło godzinnej walce załoga poddała się. 8 żołnierzy dostało się do niewoli. Straty sowieckie – 7 rannych, w tym jeden oficer. Strażnica „Wołma” została zdobyta o 7:00. Do niewoli sowieckiej trafił 1 oficer i 1 cywil. Strażnicę „Joachimowo” zdobyto o 9:30.
Ze źródeł sowieckich wynika, że pododdziały sztabowe kompanii walczyły z Sowietami jeszcze o 9:30, zaś z relacji świadka należy wnioskować, że na strażnicy odwodu kompanijnego w Żebrowszczyźnie nie było prawie żołnierzy, a tylko kilku oficerów i ci uciekli uprzedzeni walkami o strażnice graniczne.

## Struktura organizacyjna
Strażnice kompanii w latach 1928–1934 
- strażnica KOP „Zagajno”[d]
- strażnica KOP „Wołma”[e]
- strażnica KOP „Joachimowo”[f]
- strażnica KOP „Morgi”[g]

Strażnice kompanii w 1938
- strażnica KOP „Zagajno”
- strażnica KOP „Wołma”
- strażnica KOP „Joachimowo”

Organizacja kompanii 17 września 1939:
- dowództwo kompanii
- pluton odwodowy
- 1 strażnica KOP „Zagajno”
- 2 strażnica KOP „Wołma”
- 3 strażnica KOP „Joachimowo”

## Dowódcy kompanii
- kpt. Józef Szul (był IV 1927 dowódcą 1 kg)[31]
- kpt. Stanisław Wierciński (był 30 IX 1928 – 9 XII 1929) → przeniesiony do 29 batalionu KOP[32]
- kpt. Józef Rowiński (4 XII 1929 – III 1931)[32] [31]
- kpt. Michał Burghardt (18 III 1931 – 12 X 1931) → przeniesiony do batalionu KOP „Borszczów”[32]
- kpt. Teodor Suchomski (12 X 1931 –)[32]
- kpt. Stanisław Maciej Ziemba (był I 1933 – był V 1935) → dowódca 3 kompanii granicznej[31]
- kpt. Edward Nowosielski (był VII 1935 – 16 V 1936)[31]
- kpt. Edward Hennig (VII 1936 -)[31]
- kpt. Jan Karol Kociuba[h] (IV 1938–1939)[34]